# Design Center Linz
O Design Center Linz é um centro de convenções no município de Linz, na Alta Áustria.

## Histórico
O centro de congressos e exposições foi construído de 1991 a 1993 de acordo com planos desenvolvidos pelo arquiteto Thomas Herzog e pelo engenheiro de iluminação Christian Bartenbach.

## Arquitetura
O centro foi projetado como uma construção de aço e vidro em conexão com a cidade siderúrgica de Linz. Tem a forma de um segmento cilíndrico deitado. Na configuração do arco - as bordas são guiadas livremente pelo exterior - é estática e formalmente eficaz. O teto de vidro com 3.456 painéis cria uma atmosfera de luz natural sem ofuscamento.

## Arte na arquitetura
Belas artes em arquitetura serão mostradas por Nikolaus Lang e Rainer Wittenborn, Pepi Meier, Waltraut Cooper e Ferdinand Götz. Em outubro de 1997, Johannes Angerbauer-Goldhoff encenou um evento de arte em grande escala no Design Center, uma galeria dourada que pode ser visitada.

## Tênis
Em 2000, 2001 e 2002 o centro sediou o Upper Austria Ladies Linz. Depois de 20 anos ocorrendo na TipsArena [en] o torneio voltou ao Design Center em 2023.